# ریک دانلد
ریک دانلد (انگلیسی: Rick Donald) بازیگر اهل استرالیا است. وی از سال ۲۰۰۷ میلادی تاکنون مشغول فعالیت بوده است.
از فیلم‌ها یا مجموعه‌های تلویزیونی که وی در آن‌ها نقش داشته است، می‌توان به اسرار دکتر بلیک، خانه و دوری، حرفه دشوار و ونت ورت اشاره نمود.